# Plestiodon
Plestiodon is een geslacht van hagedissen uit de familie skinken (Scincidae).

## Naamgeving en indeling
De wetenschappelijke naam van de groep werd voor het eerst voorgesteld door Marie Firmin Bocourt in 1879. De wetenschappelijke geslachtsnaam Plestiodon betekent vrij vertaald "meesttandig". Het is afgeleid van de Oudgriekse woorden pleistos (πλεῖστος), dat 'meeste' betekent en odous (ὀδούς), dat 'tand' betekent.
Er zijn tegenwoordig 50 soorten, inclusief de pas in 2017 voor het eerst wetenschappelijk beschreven soorten Plestiodon lotus en Plestiodon takarai. Veel soorten behoorden lange tot het geslacht Eumeces en staan vaak onder deze verouderde geslachtsnaam bekend. De soorten komen voor in Noord-Amerika en delen van Azië.

## Verspreiding en habitat
De meeste soorten komen voor in Noord- en Zuid-Amerika, en leven in de landen Belize, Bermuda, Guatemala, Honduras, Mexico en de Verenigde Staten. Een aantal soorten komt voor in delen van Azië en is te vinden in Cambodja, China, Japan, Korea, Taiwan en Vietnam.
De meeste soorten leven op de bodem tussen de strooisellaag in of op stenen en rotsen in open gebieden. Van Plestiodon egregius is bekend dat holen in de bodem worden gegraven.
Op de rode lijst van de internationale natuurbeschermingsorganisatie IUCN zijn 35 soorten opgenomen. De meeste soorten komen algemeen voor, of hebben geen beschermingsstatus omdat er te weinig gegevens beschikbaar zijn. Vijf soorten worden gezien als kwetsbaar (Vulnerable of VU) en drie soorten als gevoelig (Near Threatened of NT). Alleen de soort Plestiodon longirostris wordt gezien als ernstig bedreigd (Critically Endangered of CR), van deze skink is slechts een enkele kleine populatie bekend.

## Uiterlijke kenmerken en levenswijze

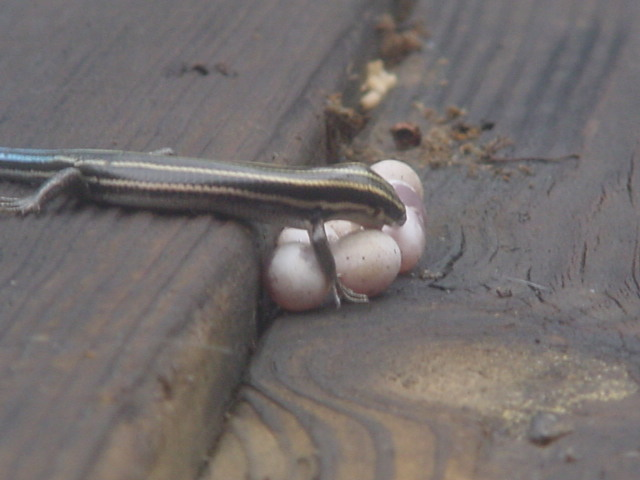
Vrouwtjes verplaatsen de eitjes soms, afgebeeld is de gestreepte skink (Plestiodon fasciatus).

Alle soorten hebben een slank en rolrond lichaam. Bij veel soorten heeft de staart een felle rode, oranje of blauwe kleur. Bij veel soorten wordt de kleur matter naarmate ze ouder worden, vooral de mannetjes. In de paartijd krijgen de mannetjes vaak een roodoranje kleur aan de kop, waaraan ze elkaar herkennen. De staart kan worden afgeworpen (caudale autotomie). De Florida zandskink (Plestiodon reynoldsi) heeft een afwijkend uiterlijk, het lichaam is relatief dun en lang. De voorpoten hebben één vinger en de achterpoten dragen twee tenen.
Mannetjes bestrijden elkaar fel in de paartijd. De vrouwtjes zijn eierleggend en zetten de eieren af in spleten en op de bodem. De vrouwtjes vertonen een vorm van broedzorg waarbij de eieren worden bewaakt. De eieren worden ook regelmatig schoongemaakt en worden verplaatst om ze te behoeden voor uitdroging.

## Soortenlijst
In de onderstaande tabel zijn alle soorten opgenomen met de oorspronkelijke auteur en het verspreidingsgebied. Alleen van de landen Mexico en de Verenigde Staten zijn de verschillende (deel)staten van het verspreidingsgebied erbij vermeld.
| Naam                                     | Auteur                                                                                     | Verspreidingsgebied |
| ---------------------------------------- | ------------------------------------------------------------------------------------------ | --- |
| Plestiodon anthracinus                   | Baird, 1849                                                                                | Verenigde Staten (Alabama, Arkansas, Florida, Georgia, Kansas, Kentucky, Louisiana, Missouri, Mississippi, New York, North Carolina, Oklahoma, Pennsylvania, South Carolina, Texas, Virginia, West Virginia)                            |
| Plestiodon barbouri                      | Van Denburgh, 1912                                                                         | Japan |
| Plestiodon bilineatus                    | Tanner, 1958                                                                               | Mexico (Chihuahua, Durango, Jalisco) |
| Plestiodon brevirostris                  | Günther, 1860                                                                              | Mexico (Guerrero, Morelos, Oaxaca, Veracruz, Puebla, Durango, San Luis Potosí, Michoacán de Ocampo) |
| Plestiodon callicephalus                 | Bocourt, 1879                                                                              | Mexico (Sonora, Chihuahua, Sinaloa, Durango, Zacatecas, Jalisco, Guanajuato, Michoacán de Ocampo, Nayarit), Verenigde Staten (Arizona)                                                                                                  |
| Plestiodon capito                        | Bocourt, 1879                                                                              | China |
| Plestiodon chinensis                     | Gray, 1838                                                                                 | China, Taiwan, Vietnam |
| Plestiodon colimensis                    | Taylor, 1935                                                                               | Mexico (Colima, Sinaloa) |
| Plestiodon copei                         | Taylor, 1933                                                                               | Mexico (Puebla, Mexico-Stad, Morelos, Michoacán de Ocampo, Mexico |
| Plestiodon coreensis                     | Doi & Kamita, 1937                                                                         | Korea |
| Plestiodon dicei                         | Ruthven & Gaige, 1933                                                                      | Mexico (Tamaulipas, Nuevo León, Coahuila de Zaragoza) |
| Plestiodon dugesii                       | Thominot, 1883                                                                             | Mexico (Guanajuato, Jalisco, Michoacán de Ocampo) |
| Plestiodon egregius                      | Baird, 1858                                                                                | Verenigde Staten (Alabama, Georgia, Florida) |
| Plestiodon elegans                       | Boulenger, 1887                                                                            | China, Japan, Taiwan, Vietnam |
| Gestreepte skink (Plestiodon fasciatus)  | Linnaeus, 1758                                                                             | Zuidelijk Canada, grote delen van de Verenigde Staten |
| Plestiodon finitimus                     | Okamoto & Hikida, 2012                                                                     | Japan |
| Plestiodon gilberti                      | Van Denburgh, 1896                                                                         | Mexico (Baja California), Verenigde Staten (Californië, Nevada, Arizona) |
| Plestiodon indubitus                     | Taylor, 1933                                                                               | Mexico (Guerrero, Morelos, Michoacán de Ocampo) |
| Plestiodon inexpectatus                  | Taylor, 1932                                                                               | Verenigde Staten (Louisiana, Mississippi, Tennessee, Alabama, Georgia, Florida, South Carolina, North Carolina, Virginia, Maryland) |
| Plestiodon japonicus                     | Peters, 1864                                                                               | Japan |
| Plestiodon kishinouyei                   | Stejneger, 1901                                                                            | Japan |
| Plestiodon kuchinoshimensis              | Kurita & Hikida, 2014                                                                      | Japan |
| San Lucas-skink (Plestiodon lagunensis)  | Van Denburgh, 1895                                                                         | Mexico (Baja California Sur) |
| Breedkopskink (Plestiodon laticeps)      | Schneider, 1801                                                                            | Verenigde Staten (Texas, Oklahoma, issouri, Arkansas, Louisiana, Illinois, Indiana, Kansas, Ohio, Kentucky, Virginia, Maryland, West Virginia, Delaware, New Jersey, Tennessee, North Carolina, Mississippi, Alabama, Georgia, Florida) |
| Plestiodon latiscutatus                  | Hallowell, 1861                                                                            | Japan |
| Plestiodon leucostictus                  | Hikida, 1988                                                                               | Taiwan |
| Plestiodon liui                          | Hikida & Zhao, 1989                                                                        | China |
| Plestiodon longirostris                  | Cope, 1861                                                                                 | Bermuda |
| Plestiodon lotus                         | Pavón-Vázquez, Oca, Mendoza-Hernández, Centenero-Alcalá, Cruz-Padilla, Jiménez-Arcos, 2017 | Mexico (Guerrero, Morelos, Oaxaca, Puebla) |
| Plestiodon lynxe                         | Wiegmann, 1834                                                                             | Mexico (Hidalgo, Veracruz, San Luis Potosí, Tamaulipas, Puebla, Aguascalientes, Querétaro de Arteaga, Guanajuato, Jalisco) |
| Plestiodon marginatus                    | Hallowell, 1861                                                                            | Japan |
| Plestiodon multilineatus                 | Tanner, 1957                                                                               | Mexico (Chihuahua) |
| Plestiodon multivirgatus                 | Hallowell, 1857                                                                            | Verenigde Staten (Wyoming, South Dakota, Nebraska, Colorado, Utah, Arizona, New Mexico, Texas) |
| Plestiodon nietoi                        | Feria-Ortiz & García-Vázquez, 2012                                                         | Mexico (Guerrero |
| Prairieskink (Plestiodon obsoletus)      | Baird & Girard, 1852                                                                       | Mexico (Sonora, Chihuahua, Coahuila de Zaragoza, Nuevo León, San Luis Potosí, Tamaulipas), Verenigde Staten (Colorado, Nebraska, Kansas, Oklahoma, Texas, New Mexico, Arizona)                                                          |
| Plestiodon ochoterenae                   | Taylor, 1933                                                                               | Mexico (Oaxaca, Guerrero) |
| Plestiodon oshimensis                    | Thompson, 1912                                                                             | Japan |
| Plestiodon parviauriculatus              | Taylor, 1933                                                                               | Mexico (Sonora, Chihuahua, Sinaloa) |
| Plestiodon parvulus                      | Taylor, 1933                                                                               | Mexico (Colima, Nayarit, Sinaloa, Jalisco, Michoacán de Ocampo) |
| Plestiodon popei                         | Hikida, 1989                                                                               | China |
| Plestiodon quadrilineatus                | Blyth, 1853                                                                                | Cambodja, China, Thailand, Vietnam |
| Florida zandskink (Plestiodon reynoldsi) | Stejneger, 1910                                                                            | Verenigde Staten (Florida) |
| Plestiodon septentrionalis               | Baird, 1858                                                                                | Verenigde Staten (Wisconsin, Minnesota, North Dakota, South Dakota, Nebraska, Kansas, Oklahoma, Texas, Iowa), Canada (Manitoba) |
| Plestiodon skiltonianus                  | Baird & Girard, 1852                                                                       | Canada (Brits-Columbia), Mexico (Baja California), Verenigde Staten (Washington, Oregon, Idaho, Californië, Nevada, Montana, Utah) |
| Plestiodon stimpsonii                    | Thompson, 1912                                                                             | Japan |
| Plestiodon sumichrasti                   | Cope, 1867                                                                                 | Mexico (Veracruz, Oaxaca, Chiapas, Yucatan, Campeche, Quintana Roo), Belize, Guatemala, Honduras |
| Plestiodon takarai                       | Kazuki Kurita, Hidetoshi Ota, Tsutomu Hikida, 2017                                         | Japan |
| Plestiodon tamdaoensis                   | Bourret, 1937                                                                              | Vietnam, China (Hongkong) |
| Plestiodon tetragrammus                  | Baird, 1859                                                                                | Mexico (Sonora, Chihuahua, Sinaloa, Durango, Zacatecas, Coahuila de Zaragoza, Nuevo León, Tamaulipas, Querétaro de Arteaga, Guanajuato, Hidalgo), Verenigde Staten (Texas, Arizona)                                                     |
| Plestiodon tunganus                      | Stejneger, 1924                                                                            | China |

Amphiglossus · 
Ateuchosaurus · 
Barkudia · 
Brachymeles · 
Brachyseps · 
Chalcides · 
Chalcidoseps · 
Eumeces · 
Eurylepis · 
Feylinia · 
Flexiseps · 
Gongylomorphus · 
Grandidierina · 
Hakaria · 
Janetaescincus · 
Jarujinia · 
Madascincus · 
Melanoseps · 
Mesoscincus · 
Nessia · 
Ophiomorus · 
Pamelaescincus · 
Paracontias · 
Plestiodon · 
Proscelotes · 
Pseudoacontias · 
Pygomeles · 
Scelotes · 
Scincopus · 
Scincus · 
Scolecoseps · 
Sepsina · 
Sepsophis · 
Typhlacontias · 
Voeltzkowia